# Allemant (Aisne)
Allemant ist eine französische Gemeinde mit 166 Einwohnern (Stand: 1. Januar 2022) im Département Aisne in der Region Hauts-de-France (frühere Region: Picardie). Sie gehört zum Arrondissement Soissons, zum Kanton Fère-en-Tardenois und zum Gemeindeverband Val de l’Aisne. Die Einwohner werden als Allamant(e)s bezeichnet.

## Geographie
Die Gemeinde Allemant liegt im Hügelland zwischen Aisne und Ailette, elf Kilometer nordöstlich von Soissons und 15 Kilometer südwestlich von Laon. Am Südrand der Gemeinde verläuft die autobahnartig ausgebaute Route nationale 2 (Paris−Belgien). Umgeben ist Allemant von den Nachbargemeinden Pinon im Norden, Vaudesson im Osten, Sancy-les-Cheminots im Südosten, Nanteuil-la-Fosse im Süden, Laffaux im Südwesten sowie Vauxaillon im Westen.

## Geschichte
Während des Ersten Weltkriegs wurde die Gemeinde zerstört.

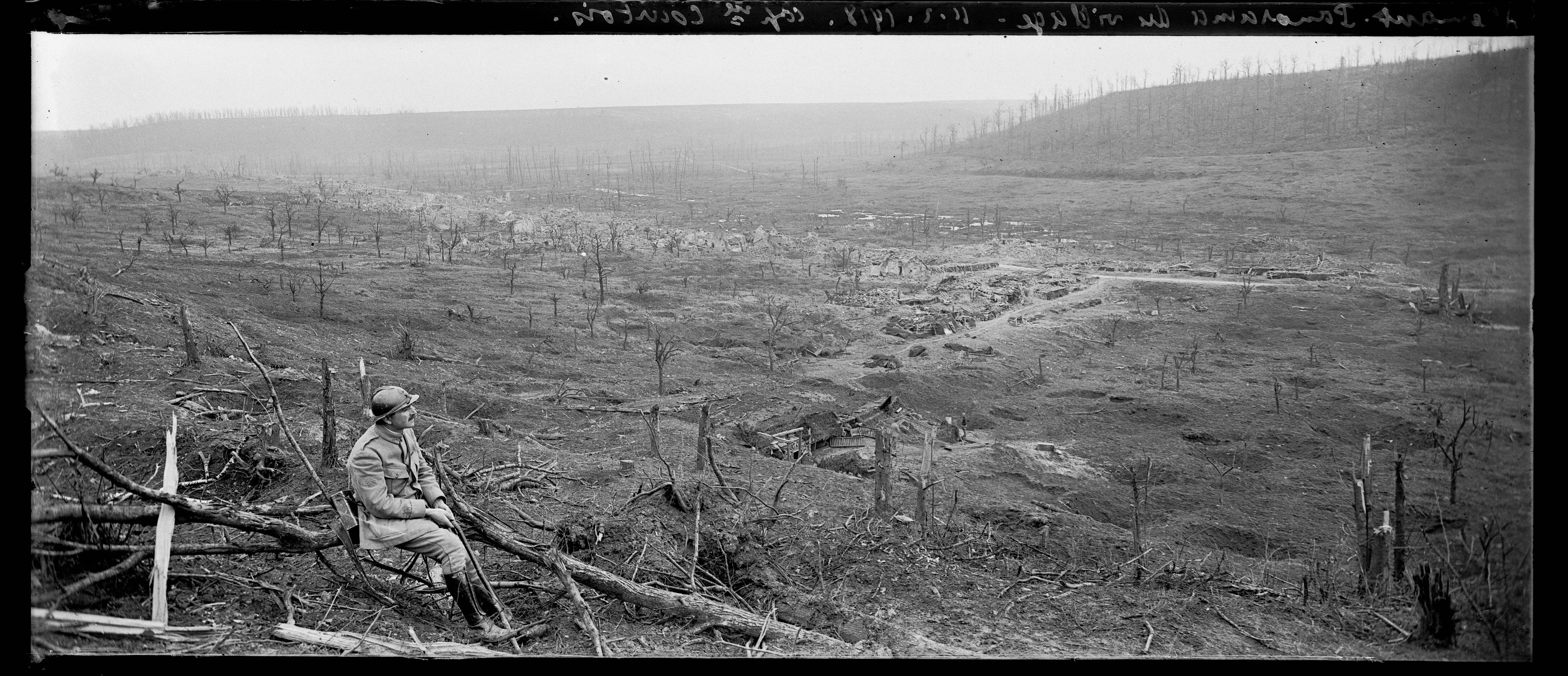
Panorama des zerstörten Ortes Allemant
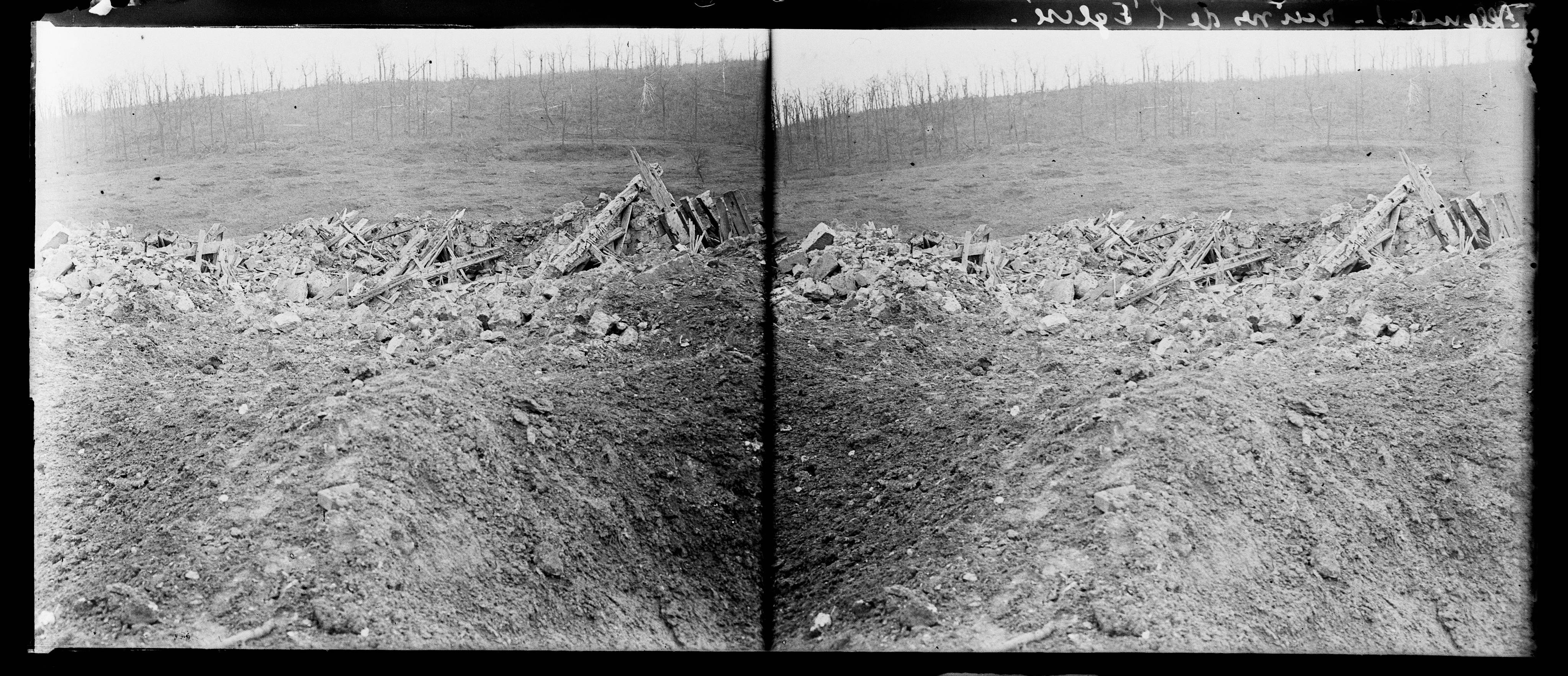
Trümmerberg der durch Bomben zerstörten Kirche
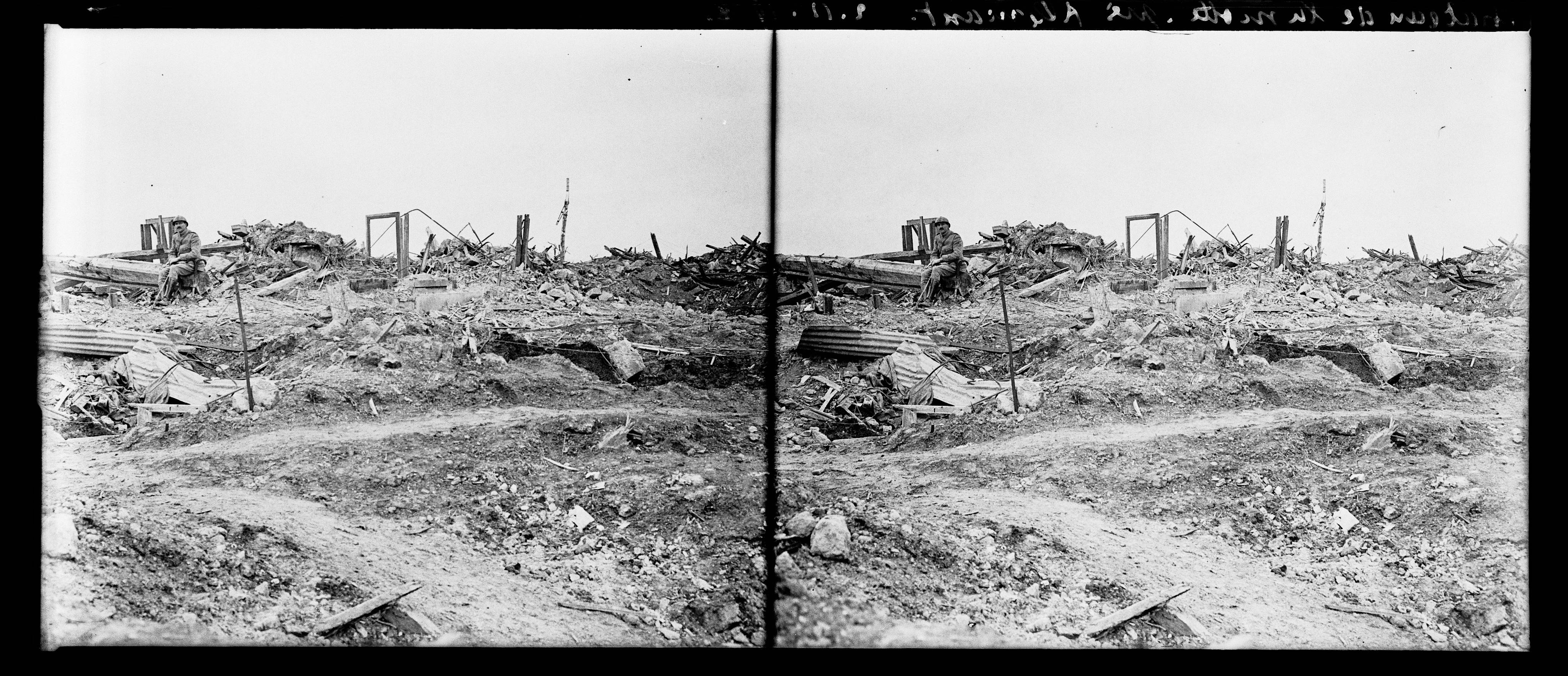
Zerstörtes Schloss

### Bevölkerungsentwicklung
| Jahr                       | 1962 | 1968 | 1975 | 1982 | 1990 | 1999 | 2006 | 2012 | 2021 |
| Einwohner                  | 150  | 137  | 126  | 128  | 136  | 117  | 164  | 176  | 169  |
| Quellen: Cassini und INSEE |      |      |      |      |      |      |      |      |      |

## Sehenswürdigkeiten
- Kirche Saint-Jean-Baptiste
- Wasserturm